# Frédéric Charpier
Frédéric Charpier (né le 16 août 1955) est un journaliste d'investigation français spécialisé dans les domaines du renseignement.

## Biographie
Il est l'auteur de nombreux ouvrages d'investigation historique et journalistique,. Plusieurs de ses ouvrages ont été des succès d'édition comme notamment Histoire de l'extrême gauche trotskiste, de 1929 à nos jours, La CIA en France – 60 ans d'ingérence dans les affaires françaises et Nicolas Sarkozy – Enquête sur un homme de pouvoir.
Frédéric Charpier a par ailleurs traduit en français un grand nombre de romans d'inspiration survivaliste de la série Le Survivant de Jerry Ahern (en), puis continué lui-même la série en français, sous le couvert d' « adaptations » qui sont des créations originales (numéros 29 à 53, aux éditions Vaugirard).

## Ouvrages
- Aux mains des Soviets, Les Aventures de Brian et Alvès Tome 1, dessin José Abel, Les Humanoïdes Associés, 1984
- La conspiration de L'Étoile Blanche, Les Aventures de Brian et Alvès Tome 2, dessin José Abel, Les Humanoïdes Associés, 1989
- Au cœur de la PJ. Enquête sur la police scientifique, Flammarion, 1997
- Les Juges de l’ombre, Flammarion, 1997
- Les RG et le Parti communiste – Un combat sans merci dans la guerre froide, Paris, Omnibus, 2000  (ISBN 2259189245).
- Histoire de l’extrême gauche trotskiste, de 1929 à nos jours, Paris, Éditions 1, 2002  (ISBN 2846120676).
- Génération Occident – De l'extrême droite à la droite, Paris, Éditions du Seuil, coll. « Essai », 2005  (ISBN 2020614138)[2],[5],[6].
- L’Obsession du complot, Paris, Bourin éditeur, coll. « Document », 2005  (ISBN 284941025X)[7].
- Nicolas Sarkozy – Enquête sur un homme de pouvoir, Paris, Presses de la Cité, coll. « Documents », 2007, éd. revue et augmentée  (ISBN 2258074258)[8].
- Les Dessous de l’Affaire Colonna, avec Antoine Albertini, Paris, Presses de la Cité, coll. « Documents », 2007.
- La CIA en France – 60 ans d'ingérence dans les affaires françaises, Paris, Seuil, 2008  (ISBN 9782020818810).
- Bertrand Delanoë. Une irrésistible ambition, Presses de la Cité, 2008
- Une histoire de fous – Le roman noir de l’affaire Clearstream, Seuil, 2009.
- Histoire secrète du patronat de 1945 à nos jours Benoît Collombat et David Servenay (dir.) avec Frédéric Charpier, Martine Orange et Erwan Seznec, éditions La Découverte, 2009  (ISBN 9782707157645)
- L’Économie c’est la guerre ! Les agents secrets au service du big business, Paris, Seuil, 2012[3]
- Les Valets de la guerre froide. Comment la République a recyclé les collabos, Paris, François Bourin, 2013[9]
- Les Officines. Trente ans de barbouzeries chiraquiennes, Paris, Seuil, 2013
- L’Agent Jacques Duclos : histoire de l’appareil secret du Parti communiste français : 1920-1975, Paris, Seuil, 2015  (ISBN 978-2-02-118574-4)[10].
- Arnaud Montebourg, l'homme girouette, La Découverte, 2016[11],[12].
- Les plastiqueurs. Une histoire secrète de l'extrême-droite violente, La Découverte, 2018  (ISBN 9782707196491)[13].
- Les hommes de main du président : de Foccart à Benalla, Paris, Éditions du Seuil, 2019, 272 p. (ISBN 978-2-021-42096-8)
- Un homme sous influence : Enquête sur Jean-Luc Mélenchon, Paris, Grasset, 2020, 324 p.  (ISBN 978-2-246-81822-9)
- IGPN Une institution au-dessus de tout soupçon ?:L'Enquête-vérité sur la police des polices, Paris, Albin Michel, 2021, 229 p.  (ISBN 978-2-226-45893-3).